# Ulica Humańska w Warszawie
Ulica Humańska – ulica w  warszawskiej dzielnicy Mokotów, biegnąca od ulicy Słonecznej do ulicy Chocimskiej.

## Historia
Ulica powstała około 1908, jako ulica leżąca na obrzeżu Kolonii Welonin przyłączonej do Warszawy w tym okresie. Początkowo zaczynała bieg od ulicy Belwederskiej, ok. 1930 skrócono ją do linii ulicy Słonecznej. Pozostały, górny odcinek Humańskiej został zabudowany domami mieszkalnymi. W 1928 pod numerem 9 powstał dom Spółdzielni Mieszkaniowej „Słoneczna”, przeciwną stronę zajęły wybudowane około 1935 szeregowe domy jednorodzinne. Jeden z nich zaprojektował Marcin Weinfeld.
Zabudowa ulicy w całości ocalała podczas II wojny światowej. Stanowi interesującą enklawę architektury lat 30. XX wieku na Mokotowie.

## Ważniejsze obiekty
- Ambasada Bośni i Hercegowiny (nr 10)